# 雷維加鄉
44°43′N 27°06′E / 44.717°N 27.100°E
雷維加鄉（羅馬尼亞語：Comuna Reviga, Ialomița），是羅馬尼亞的鄉份，位於該國南部，由雅洛米察縣負責管轄，面積77平方公里，海拔高度33米，2007年人口3,119，人口密度每平方公里40人。